# Mauricio Figueiredo
Maurício Evangelista de Figueiredo, conhecido como Mauricio Figueiredo (Rio de Janeiro, 26 de março de 1944 - 15 de dezembro de 2011) foi um locutor, radialista e produtor brasileiro. Era considerado "uma das mais belas vozes do rádio brasileiro"

## Biografia
Dedicou sua vida profissional ao rádio brasileiro, onde atuou como locutor e produtor de programas. Ele ficou conhecido na extinta Rádio Jornal do Brasil, onde trabalhou por 25 anos, como locutor do famoso JBI (O Jornal do Brasil Informa) e produtor dos programas Arte Final Variedades, com Luis Carlos Saroldi e Arte Final Jazz com Jota Carlos, Celio Alzer e José Domingos Rafaelli. Há 7 anos e meio na MEC FM, Maurício estava diariamente no ar, de duas da tarde às sete da noite, com o programa Grandes Clássicos e ainda apresentava o Antena MEC FM, A Música Clássica no Brasil, Música Antiga, Clássicos do Ouvinte e Os Compositores. Maurício trabalhou também nas rádios Tamoio, Cidade, Roquette-Pinto, Tupi e na TV Bandeirantes.